# KonoSuba!
Kono Subarashii Sekai ni Shukufuku wo! (この素晴らしい世界に祝福を! lit. ¡Una bendición para este maravilloso mundo!?), más conocida de manera abreviada como KonoSuba! (このすば?), es una serie de novelas ligeras escrita por Natsume Akatsuki e ilustrada por Kurone Mishima. La historia sigue a Kazuma Satō, un joven otaku que es enviado a un mundo de fantasía con elementos similares a los videojuegos MMORPG después de su muerte (en un ridículo accidente), donde forma un grupo disfuncional con una diosa, una archimaga y una paladín.
La editorial japonesa Kadokawa Shōten ha publicado 17 volúmenes desde el 1 de octubre de 2013 hasta el 1 de mayo de 2020 por Kadokawa Sneaker Bunko. También recibió dos series spin-off de la novela ligera tituladas Kono Subarashii Sekai ni Bakuen o! (この素晴らしい世界に爆焔を!?) y Kono Kamen no Akuma ni Sōdan o! (この仮面の悪魔に相談を!?). Una adaptación a manga, ilustrada por Masahito Watari empezó a serializarse el 9 de septiembre de 2014 en la revista de manga shōnen Dragon Age. Una adaptación a serie de anime fue producida por Studio DEEN y dirigida por Takaomi Kanasaki, siendo emitida entre el 12 de enero y el 15 de marzo de 2016. Un OVA fue publicado junto al noveno volumen de las novelas ligeras. Una segunda temporada fue confirmada, y se emitió entre el 11 de enero y el 15 de marzo de 2017. Otra OVA fue publicada junto al décimo segundo volumen de las novelas ligeras. Una película adaptada por J.C.Staff titulada Kono Subarashii Sekai ni Shukufuku o!: Kurenai Densetsu se estrenó en Japón el 30 de agosto de 2019.
El 28 de mayo de 2022, se anunció una tercera temporada, así como una adaptación al anime de KonoSuba: An Explosion on this Wonderful World, producida por Drive, se emitió de abril a junio de 2023. Una tercera temporada, también de Drive, se estrenó en 2024. Se anunció una secuela.
La primera serie de juegos móviles es un juego de rol móvil llamado Konosuba: Fantastic Days para Android e iOS, la cual fue lanzada el 19 de agosto de 2021 a nivel mundial. El juego fue desarrollado por Nexon, una empresa de videojuegos de Corea del Sur. El 17 de abril de 2023, se anunció que el juego fue transferido los derechos de publicación global a Sesisoft, permaneciendo su idioma inglés y descontinuando el idioma español a partir del 1 de junio de 2023. El 30 de enero de 2025, cerró oficialmente el servicio oficial del juego después de casi cinco años de soporte tanto en japonés como en lo global.

## Argumento
Kazuma Satō es un hikikomori que vive en un sector rural de Japón. Un día, decidió ir a comprar lo antes posible un videojuego. Sale de casa y de regreso observa a una chica que sería atropellada por un camión, hace lo impensable para él, salvándola y muriendo de forma heroica. O eso creía, puesto que realmente no fue atropellado, simplemente murió de un susto al pensar que lo había atropellado un camión, el cual ni siquiera era un camión, solo era un lento tractor que pasaba saludando a la joven que tampoco necesitaba ayuda, y solo la empujó violentamente. Su muerte fue tan patética que incluso los médicos que lo revisaron se burlaron de él, su familia también lo hizo. Mágicamente, despierta en un salón increíble y desconocido, en el que encuentra a una hermosa diosa llamada Aqua que, luego de burlarse de su ridícula muerte, le ofrece una nueva vida en un universo paralelo y de fantasía, en el que tendrá aventuras increíbles, enfrentará monstruos terribles, aprenderá poderosas magias y deberá derrotar a un rey demonio que es el gobernante de ese mundo, alzándose como el héroe entre héroes, por lo cual le brindará un arma, habilidad u objeto (incluso ser) que lo ayude en su aventura.

## Personajes

### Principales
Kazuma Satō (佐藤 和真 Satō Kazuma?)
 Seiyū: Jun Fukushima, Javier Olguín (español latino)
Es el protagonista principal de la serie, es un adolescente japonés de 17 años quien se convirtió en un hikikomori después de tener su corazón roto por su amiga de la infancia durante la secundaria. Fue transportado a un realidad paralela de fantasía después de morir de shock, forzando a Aqua a ir con él después de que ella lo irritara con su actitud. Después de unirse al gremio de aventureros en el mundo de fantasía, inicialmente fue asignado como comerciante debido a su atributo de buena suerte, sin embargo pidió ser asignado como un aventurero la cual, a pesar de ser una de las clases de rango más bajo, le permite aprender varias habilidades de otras clases, pero a un coste incrementado. Pronto se da cuenta de que solo su conocimiento de la fantasía no lo ayuda en una tierra que constantemente logra desafiar sus expectativas. Un hombre que solo quiere vivir un fácil y decente estilo de vida, sin importar que tiene el hábito de actuar desinteresadamente. A pesar de sus quejas y a regañadientes se mete en una variedad de desafíos no deseados a su vida diaria. Con sus poderes, Kazuma aprende habilidades básicas como robar, arquería, detección de monstruos y magia básica. La habilidad principal de Kazuma es "Steal", que le permite robar un objeto al azar de su oponente, mas para su sorpresa, solo puede robar la ropa interior femenina.
Aqua (アクア Akua?)
 Seiyū: Sora Amamiya, Nycolle González (español latino)
También conocida como "La diosa de las fiestas", es una diosa del agua quien juzga a las almas de jóvenes que murieron en Japón para enviarlas a un nuevo mundo similar a un RPG, hasta que Kazuma se la lleva con él. Ella es una chica simple y energética a quien le gusta recibir reverencias por sus estadísticas y se emociona fácilmente. Es demasiado engreída, por lo que se queja de la vida sencilla que tiene como aventurera en más de una ocasión, aunque en el fondo a ella le agrade. Después de unirse al gremio de aventureros en el mundo de fantasía, ella es designada para la clase arcipreste por el gremio, pero prefiere atacar directamente en vez de sanar a sus compañeros debido a sus elevadas estadísticas. Como una arcipreste y una diosa, ella es poderosa contra demonios y muertos vivientes, además de ser capaz de revivir gente recientemente muerta y purificar las reservas de agua. En lugar de aprender habilidades que beneficiarían a su grupo, ella gasta la mayoría de sus puntos de habilidades en aprender bromas para sus compañeros. A pesar de que normalmente trae problemas con ella, Aqua es de muy buen corazón, pero tiende a traer más mal que bien en sus intentos de hacer las cosas mejor. Tiene varias deudas con el gremio de aventureros debido a daños a la ciudad y gasto en alimentos y licor.
Megumin (めぐみん?)
 Seiyū: Rie Takahashi, Wendy Malvárez (español latino)
Es una Archimaga quien es descendiente de la raza de Demonios Carmesí; poderosos humanoides quienes poseen cabello negro y ojos rojos, además de portar características de chūnibyō. Una chica de 14 años muy dramática que habla el dialecto japonés en un estilo antiguo y usa un parche en el ojo a pesar de tener los dos ojos normales. Como Darkness, a pesar de ser una Archimaga, ella solo puede usar el hechizo "Explosión". Siendo conocido como el más poderoso hechizo ofensivo en el mundo, se deshace de cualquier cosa en un gran área, pero ella solo puede usarlo una vez al día, ya que este drena casi todo su mana inmediatamente después de utilizarlo, causando que no pueda mover ni un músculo (obligando a Kazuma a cargarla la mayoría de veces). Megumin se rehúsa a aprender cualquier otro hechizo a pesar de la insistencia de Kazuma. Agresiva y competitiva, ella es considerada la segunda miembro más problemática del equipo en la opinión de Kazuma. Megumin está inspirada en la serie Dororon Enma-Kun, la cual es la versión femenina del personaje
Darkness (ダクネス Dakunesu?)
 Seiyū: Ai Kayano, Mireya Mendoza (español latino, temporada 1, 2 y película) y Mildred Barrera (español latino, temporada 3 y spin-off)
Cuyo verdadero nombre es Lalatina Dustiness Ford (ダスティネス・フォード・ララティーナ Dasutinesu Fōdo Raratīna?), es otra aventurera que tiene problemas en encontrar un equipo como Megumin, es una paladín de 19 años de edad quien posee una poderosa ofensa y defensa, pero le falta la precisión para acertar sus ataques. Ella tiene una gran resistencia y es capaz de resistir muchos golpes, que es posiblemente debido a que tiene un fetiche por el daño que le ocasionen; ella sueña con sufrir serios golpes de monstruos o casarse con un esposo abusivo. A pesar de su fetiche ambiguo, ella tiene un noble corazón, y se preocupa profundamente acerca de la gente y en ser un buen modelo de rol para otros; a pesar de que sus tendencias masoquistas tienden a meterse en el camino de eso. Luego se revela que ella es una noble hermosa de la influyente familia Dustiness, y que se convirtió en paladín para desafiar los deseos de su padre.
Eris (エリス Erisu?)
 Seiyū: Ayaka Suwa, Angélica Villa (español latino)
La diosa de la fortuna, Eris es la deidad patrona del mundo RPG donde Kazuma se encuentra. Kazuma la conoce tras una desafortunada muerte, y rápidamente se enamora de ella. A pesar de que su trabajo es reencarnar gente que murió en ese mundo, ella hace a Kazuma una excepción debido a que Aqua lo curó, y le permite a Kazuma revivir de nuevo. Ella es de buen corazón pero es avergonzada por Aqua, de quien esta celosa ya que ella tiene muchos más seguidores a pesar de ser una diosa de clase menor. Luego se revela que Chris es su persona en este mundo.

### Generales del Rey Demonio
Wiz (ウィズ Wizu?)
 Seiyū: Yui Horie, Jessica Ángeles (español latino)
Una anterior aventurera que fue renombrada a través del país. Por razones desconocidas ella se convierte en una bruja lich y decide montar una tienda en Axel la ciudad del principiante, además de ser una de los generales del Rey Demonio y desea mantener la barrera de su castillo. A pesar de su posición como general, ella realmente no está involucrada con su ejército y es un alma gentil. Tiene mucho miedo a Aqua, pues puede purificarla y eliminarla de Axel;  manteniéndose en condiciones neutrales y nunca atacará a nadie que sea un aventurero o caballero. Ella está en pobreza perpetua debido a sus cuestionables decisiones de negocios y el hecho de que muy poca gente apreciara la alta calidad de los objetos que ella hace en un área de principiantes. Luego su tienda es manejada por el exgeneral del Rey Demonio Vanir.
Verdia (ベルディア Berudia?)
 Seiyū: Hiroki Yasumoto, Erick Selim (español latino)
El Dullahan es uno de los generales del ejército del Rey Demonio quien fue enviado a investigar una "Luz Brillante" descendiendo cerca de Axel la ciudad de los principiantes. Mientras estando cerca en un castillo abandonado, el personalmente va a la ciudad después de enfurecerse por la invocación diaria de magia de explosión a su casa por parte de Megumin. A pesar de convertirse en un monstruo tras su muerte injusta, él es sorprendentemente honorable de lo cual solo sirve para enfurecerlo más después de conocer al grupo principal. Él es débil contra el agua y es derrotado por la magia de purificación de Aqua.
Vanir (バニル Baniru?)
 Seiyū: Masakazu Nishida, Carlos Hernández (español latino)
Uno de los generales del Rey Demonio, Vanir "El Duke del Infierno" tras adueñarse del calabozo de Keele y ser derrotado por el equipo de Kazuma, termina trabajando en la tienda de Wiz con el objetivo de reunir dinero para cumplir su sueño: tener un calabozo digno de él y finalmente morir a manos de un grupo de poderosos aventureros tras una larga y agotadora batalla.
Hans (ハンス Hansu?)
 Seiyū: Kenjirō Tsuda, Daniel del Roble (español latino)
Uno de los generales del Rey Demonio. Un slime venenoso que, cansado del acoso por parte de los devotos de la orden de Axis, máquina un atentado contra las aguas termales de Alcanretia. A pesar de ser vencido por el equipo de Kazuma y Wiz, su misión resulta exitosa por culpa de Aqua, quien se esforzó tanto en la purificación de las aguas termales que termina convirtiéndolas en simple agua caliente.
Sylvia (シルヴィア Shiruvia?)
 Seiyū: Akeno Watanabe, Ximena de Anda (español latino)
Uno de los generales del Rey Demonio. Aparece como antagonista en la quinta novela y es una quimera. Fue enviada dada su resistencia a la magia a atacar el hogar de los demonios carmesí, una raza de magos de alto nivel, aunque siempre era alejada y sus tropas derrotadas. Como quimera, es capaz de anexarse partes de criaturas, e incluso de herramientas, lo que al final le permite incluso formar parte de una herramienta anti-magos. Por otro lado, no tiene género definido, pues aunque tiene apariencia femenina, se ha hecho referencia a que también tiene "ciertas partes" de hombre. En su estado más poderoso, termina siendo derrotada por un arma anti-magos similar a un cañón de riel, que requirió de magia divina y la totalidad de magia de Megumin para cargarse.
Wolbach (ヲルバク Worubaku?)
 Seiyū: Yuki Kaida, Carla Castañeda (español latino)
Una de los generales del Rey Demonio. Tiene la categoría de Dios maligno, aparece en las novelas spin off de Megumin y en el volumen 9 de la novela original. Su historia puede que sea la más enrevesada dada su conexión directa e indirecta con Megumin, pero se puede decir que es quien le enseñó magia explosiva, así como también quien "creo" a la mascota Chomusuke. Se le dio la tarea de destruir un fuerte cercano a la capital, y lo hubiera conseguido dado que era capaz de usar magia explosiva y teletransporte cada día para dañarlo a diario. Sin embargo, la combinación entre las habilidades semi útiles de Aqua, más el contraataque de Megumin terminaron en su derrota.
Ragcraft (ラグクラフット Ragukurafutto?)
Uno de los generales del Rey Demonio. Es un Doppleganger, capaz de tomar apariencias de forma perfecta. Durante años, estuvo infiltrado en la capital de Elroad, un reino aliado, pero terminó convirtiéndose en un miembro de su sociedad con un cargo importante en la economía. En algún momento, decidió volver a ayudar al Rey demonio cortando los suministros del reino de Belzerg, pero su plan fue frustrado por el equipo de Kazuma en el volumen 10 de la novela. Al final, es fácilmente derrotado por Iris.

### Secundarios

#### Residentes de Axel
Chris (クリス Kurisu?)
 Seiyū: Ayaka Suwa, Angélica Villa (español latino)
Una ladrona quien resulta ser la mejor amiga de Darkness antes de que conociera a Kazuma y el resto. Una energética, pero traviesa chica quien se ofrece a enseñarle a Kazuma algunas habilidades útiles; pero es rápidamente avergonzada porque él luego usó su recién aprendido Steal en ella, robando su ropa interior. Ella luego va a guardar su dinero después de que su cartera fue robada por Kazuma, y deja la ciudad inicial; aparentemente debido a que su senpai pone muchas responsabilidades en ella (quien resulta ser Eris disfrazada).
Luna (ルナ Runa?)
 Seiyū: Sayuri Hara, Analiz Sánchez (español latino)
Parte del equipo del gremio, y uno de los primeros individuos con los que Kazuma interactuó. Una mujer mejor descrita como teniendo sentido común, algo extraño en este mundo, ella es la mujer para aventureros visitando el gremio.
Dust (ダスト Dasuto?)
 Seiyū: Junji Majima, Pablo Moreno (español latino)
Es un delincuente local en Axel y amigo de Kazuma, a menudo se emborracha en la taberna del gremio o es arrestado por delitos menores. Fue un ex-miembri de Dragon Knight, lucha con su espada y viaja con un grupo de tres: Taylor, un usuario de espadas, Rin, una maga, y Keith, un arquero. En el segundo volumen, Dust y Kazuma cambian de grupo para un día; mientras que el grupo de Kazuma y Dust completan con éxito sus misiones, el de Dust casi termina en un desastre, mientras que el de Kazuma va a la perfección gracias al grupo mucho más competente de Dust.
Rufian (荒くれ者 Arakuremono?)
 Seiyū: Tetsu Inada, Dan Osorio (español latino)
La primera persona con la que Kazuma habla en la sala del gremio de Axel. Suele reflexionar sobre las decisiones de Kazuma en un tono poético a pesar de su imponente apariencia.
Kyōya Mitsurugi (御剣 響夜 Mitsurugi Kyōya?)
 Seiyū: Takuya Eguchi, José Gilberto Vilchis (español latino)
Otro humano quien fue enviado a este mundo por Aqua. Él recibió una espada maldita conocida como Gram ya que la eligió cuando entró, pero la pierde contra Kazuma quien usa sus habilidades de robo para quitársela y luego venderla.
Cecily
 Seiyū: Fairouz Ai, Lupita Leal (español latino)
Es una de las monjas del culto de Axis en Axel. Siempre trata de convertir a Kazuma y su grupo en devotos de la religión.
Zesta
 Seiyū: Yasunori Masutani, Dafnis Fernández (español latino)
Zesta es el sacerdote principal de Axel, quien termina contaminando el suministro de agua local con limo púrpura después de descubrir que tiene propiedades interesantes. Muestra rasgos de delincuente y pervertido.

#### Demonios Carmesí
Yunyun (ゆんゆん?)
 Seiyū: Aki Toyosaki, Alondra Hidalgo (español latino)
Era la compañera de clases de Megumin y la hija del líder de los Demonios Carmesí. Ella tiene una personalidad normal, haciendo que se aleje de sus compañeros chūnibyō. Yunyun es una muy habilidosa Archimaga y usa la rivalidad con Megumin como una excusa para crear una amistad. Ella es una de las protagonistas principales en las novelas spin-off.
Komekko
 Seiyū: Maria Naganawa, Erika Langarica (español latino)
Es la hermana menor de Megumin y miembro de los Demonios Carmesí. Komekko tiene una actitud animada y alegre. Al igual que su hermana, es muy inteligente y astuta, pero aún muestra una gran inocencia infantil. Exhibe un hambre constante, come todo lo que se le pone delante y ha intentado cocinar a Chomusuke en varias ocasiones.
Arue
 Seiyū: Kaori Nazuka, Samanta Figueroa (español latino)
Fue una excompañera de clases de Megumin y Yunyun. Si bien es tranquila y serena, en ocasiones se muestra inteligente y traviesa. Tiene una predilección por la narración de historias, capaz de contar las declaraciones más absurdas con una cara completamente seria y hacer que sus historias y la cultura de los Demonios Carmesí sean semi-creíbles o razonables para un extraño. En términos de poder mágico puro, Arue es la tercera estudiante con la puntuación más alta de su clase, solo detrás del primer y segundo lugar, Megumin y Yunyun, respectivamente. Ella es quien le dio a Megumin su parche en el ojo.
Funifura
 Seiyū: Miyu Tomita, Analiz Sánchez (español latino)
Es una de las excompañeras de clase de Yunyun y Megumin y a menudo se la ve junto a Dodonko. Debido a su crianza aislada en Crimson Demon Village, Funifura no ha tenido muchas interacciones con el género opuesto; como tal, a menudo se pone nerviosa cuando habla con hombres como Kazuma. Ha mostrado celos abiertos por la relación de Megumin con Kazuma.
Dodonko
 Seiyū: Sayumi Suzushiro, Jocelyn Robles (español latino)
Es una de las excompañeras de clase de Megumin y se la ve a menudo junto a Funifura. Ella y Funifura son un poco manipuladoras y se aprovechan de la soledad de Yunyun para quitarle el almuerzo y el dinero, pero ella se arrepiente de esto. Dondoko a menudo se burla de Megumin y Yunyun, pero es un blanco fácil para los contraataques de Megumin. A igual que Funifura, se pone nerviosa cuando habla con hombres.
Nerimaki
 Seiyū: Shizuka Ishigami, Paola García (español latino)
Excompañera de clase de Megumin y Yunyun. Su familia dirige el bar de la ciudad llamado Succubus Lingerie Pub, que fue nombrado por "The Smartest Crimson Demon" para atraer clientes. A menudo se la ve por allí. Al igual que otros Demonios Carmesí, Nerimaki tiene una personalidad de Chuunibyo, a menudo entrena poses en su tiempo libre. Tiene mucha paciencia con el acoso, ya que lo sufre por parte de los clientes borrachos del bar de su familia. Nerimaki podría ser un poco codiciosa.
Chomusuke
 Seiyū: Hitomi Nabatame, Alberto Bernal (español latino)
Es el familiar de Megumin y la otra mitad de la diosa Wolbach. Chomusuke es un gato negro con una marca roja en forma de cruz en la frente y alas de murciélago. Chomusuke no puede hablar el lenguaje humano, pero parece ser bastante inteligente y puede entender el habla humana hasta cierto punto. Su verdadero poder fue sellado hace algún tiempo, lo que llevó a Chomusuke a ser objeto de acoso por parte de otros niños. Es amiga de casi todos excepto de Aqua y el Emperador Zell. A ella realmente le gustan Wiz y Kazuma ya que la trataron con más amabilidad. Le gusta jugar con los senos de Wiz.
Pucchin
 Seiyū: Mitsuhiro Sakamaki, Luis Fernando Orozco (español latino)
Fue el maestro de aula de Megumin, Yunyun y Arue. Su objetivo es convertirse en el director de la escuela de magia de la Aldea Demonio Carmesí.

#### Reino de Belzerg
Alderp Alexei Barnes (アレクセイ・バーネス・アルダープ, Arekusei Bānesu Arudāpu)
 Seiyū: Takashi Nagasako, Pedro D'Aguillón Jr. (español latino)
Es el lord de Axel, el cual guarda un gran resentimiento hacia Kazuma al enviar éste el núcleo de un destructor a su castillo, por lo que quiso condenarlo a muerte siendo Kazuma salvado por Darkness. Cuando Kazuma se ofrece a detener al ladrón noble, Alderp se convierte en el primer objetivo a proteger
Walther Alexei Barnes (アレクセイ・バーネス・バルター, Arekusei Bānesu Barutā)
 Seiyū: Kaito Ishikawa
Hijo del lord de Axel, pero de personalidad más noble y agradable. Fue forzado por su padre a casarse con Darkness, pero ella lo rechazo ya que no sentía nada por él, fingiendo haber sido violada y embarazada por Kazuma.
Iris (アイリス, Airisu) / Iris Belzerg Stylish Sword (ベルゼルグ･スタイリッシュ・ソード・アイリス, Beruzerugu Sutairisshu Sōdo Airisu)
 Seiyū: Kanon Takao, María García (español latino)
Es la princesa del reino de Belzerg, una niña de 12 años la cual se pasaba recluida en el palacio real por protección. Al oír de las derrotas de varios de los generales del Rey Demonio y del héroe Mitsurugi, quiso conocer al perpetrador de esos logros, por lo que le pidió a Darkness de hacerle conocer a Kazuma. Al escucharlo, Iris se obsesionó con la idea de adoptarlo como hermano mayor, creando un complejo de hermanos, a pesar del desacuerdo de sus guardias reales y las compañeras de Kazuma

## Contenido de la obra

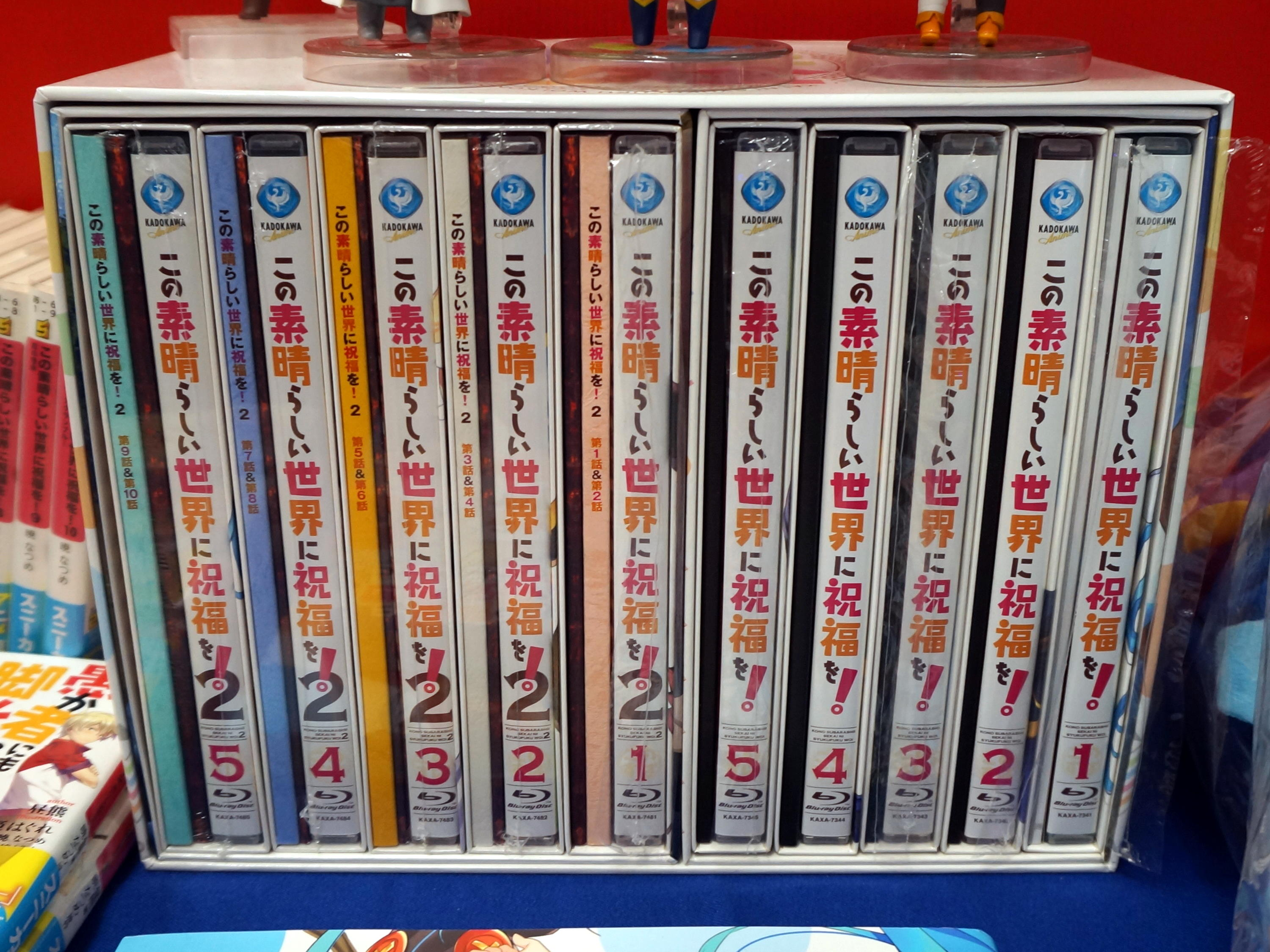
En esta imagen se puede apreciar libros de capítulos novela ligera KonoSuba!

### Novela ligera
La serie original de web novel escrita por Natsume Akatsuki fue publicada en Syosetsu entre diciembre de 2012 y octubre de 2013. El autor también escribió un gaiden mostrando a Wiz y Vanir. Una versión de novela ligera ilustrada por Kurone Mishima comenzó a publicarse bajo la imprenta de Kadokawa Shoten Kadokawa Sneaker Bunko desde el 1 de octubre de 2013, con diecisiete volúmenes publicados hasta el 1 de mayo de 2020. La novela ligera diverge significativamente de la trama de la web novel desde el volumen seis hacia adelante, y también muestra cambios en las edades de los personajes. En el epílogo del volumen final se revela que el autor no se ha mostrado todo sobre Konosuba, haciendo referencia a que en un futuro podríamos ver una secuela y múltiples spin-off.
Una serie spin-off de novelas ligeras, también es escrita e ilustrada por Akatsuki y Mishima respectivamente, titulada Kono Subarashii Sekai ni Bakuen o! (この素晴らしい世界に爆焔を! lit. "¡Dar explosiones a este maravilloso mundo!"?), la cual toma lugar un año antes de la serie principal y concentrándose en Megumin, comenzó su publicación el 1 de julio de 2014, con tres volúmenes publicados hasta el 1 de junio de 2015.
 Una secuela titulada Zoku: Kono Subarashii Sekai ni Bakuen o! ( 続・この素晴らしい世界に爆焔を! , lit. "Secuela: ¡Dar explosiones a este maravilloso mundo!"?) comenzó a publicarse desde el 28 de diciembre de 2016, con dos volúmenes publicados hasta el 1 de marzo de 2019. Otra serie spin-off mostrando a Vanir titulada Kono Kamen no Akuma ni Sōdan o! (この仮面の悪魔に相談を! , lit. "¡Consultando con el Demonio Enmascarado!"?) fue publicada el 1 de abril de 2016.

### Manga
Una adaptación a manga dibujada por Masahito Watari comenzó a serializarse en Monthly Dragon Age desde el 9 de octubre de 2014.  El primer tankōbon de KonoSuba! fue publicado el 9 de abril de 2015, y el vigésimo primer, y último tankōbon fue publicado el 9 de julio de 2025.
En España y Argentina, Editorial Ivrea adquirió los derechos de publicación de este manga, optaron por la publicación del manga en formato doble - 2 tomos japoneses equivalen a 1 tomo en español-, el primer volumen fue publicado el 30 de julio de 2020.
En México el primer tomo es publicado por Editorial Kamite en 2019 con una periodicidad irregular .

### Anime
Una adaptación a serie de anime producida por Studio Deen fue emitida entre el 13 de enero y el 16 de marzo de 2016 en Tokyo MX. La serie fue dirigida por Takaomi Kanasaki, escrita por Makoto Uezu y cuenta con diseño de personajes de Koichi Kikuta. Un OVA fue lanzado junto con el noveno volumen de la novela ligera de en junio de 2016. El tema de apertura es "Fantastic Dreamer" interpretado por Machico, mientras que el tema de cierre es "Chīsana Bōken-sha" (ちいさな冒険者 lit. Pequeños aventureros?), el cual es interpretado por Sora Amamiya (Aqua), Rie Takahashi (Megumin) y Ai Kayano (Darkness). Una segunda temporada se emitió entre el 11 de enero y el 15 de marzo de 2017. Un OVA estará junto al décimo segundo volumen de la novela ligera en julio de 2017. El tema de apertura de la segunda temporada es "Tomorrow" interpretado por Machico, mientras el de cierre es "Ouchi ni Kaeritai" (お家に帰りたい lit. Quiero ir a casa?) interpretado por Sora Amamiya (Aqua), Rie Takahashi (Megumin) y Ai Kayano (Darkness).
Crunchyroll anunció el doblaje de la primera temporada, el cual se estrenó el 15 de enero de 2019. El OVA se estrenó el 7 de julio de 2019.
El doblaje de la segunda temporada se estrenó el 16 de julio de 2019, estrenando un episodio cada semana. En España, las 2 temporadas y sus correspondientes OVAS, fueron licenciadas por Jonu Media entre 2021 y 2022, siendo distribuidas en formato Blu-ray y en streaming (en la web oficial de Jonu y a través de Netflix)
El 18 de julio de 2021, la cuenta oficial de Twitter del anime KonoSuba confirmó que se estaba produciendo un nuevo proyecto de anime. Más tarde se reveló que el proyecto era tanto una tercera temporada de la serie principal como una adaptación de la serie de televisión de anime de KonoSuba: An Explosion on This Wonderful World!. Ambas series fueron producidas por Drive y dirigidas por Yujiro Abe, con la dirección principal de Takaomi Kanasaki. El resto del personal principal regresa de temporadas anteriores. KonoSuba: An Explosion on This Wonderful World! se estrenó en abril de 2023. Crunchyroll obtuvo la licencia de la serie en América del Norte, América Latina, Oceanía y territorios seleccionados de Asia y Europa.
La tercera temporada se emitió del 10 de abril al 19 de junio de 2024 en Tokyo MX y otras cadenas. Un tercer OVA consta de dos episodios no emitidos, se proyectará en cines en Japón el 14 de marzo de 2025 y se lanzará en Blu-ray y DVD el 25 de abril.
Una secuela de la serie de anime fue anunciada el 14 de marzo de 2025.

#### Otros Medios
Un videojuego de PC, titulado Kono Subarashii Sekai ni Shukufuku o! in the life!, fue creado por Tachi y fue incluido en el primer disco Blu-ray/DVD del anime publicado el 25 de marzo de 2016 en Japón. El juego fue desarrollado usando el software RPG Tsukūru VX.